# Expediția din Moreea
Expediția din Moreea (în franceză Expédition de Morée) este numele cu care este cunoscută în Franța intervenția armatei franceze în Peloponez (în acea vreme cunoscută în special cu  numele său medieval, Moreea) între 1828 și 1833, în timpul Războiului de Independență al Greciei.

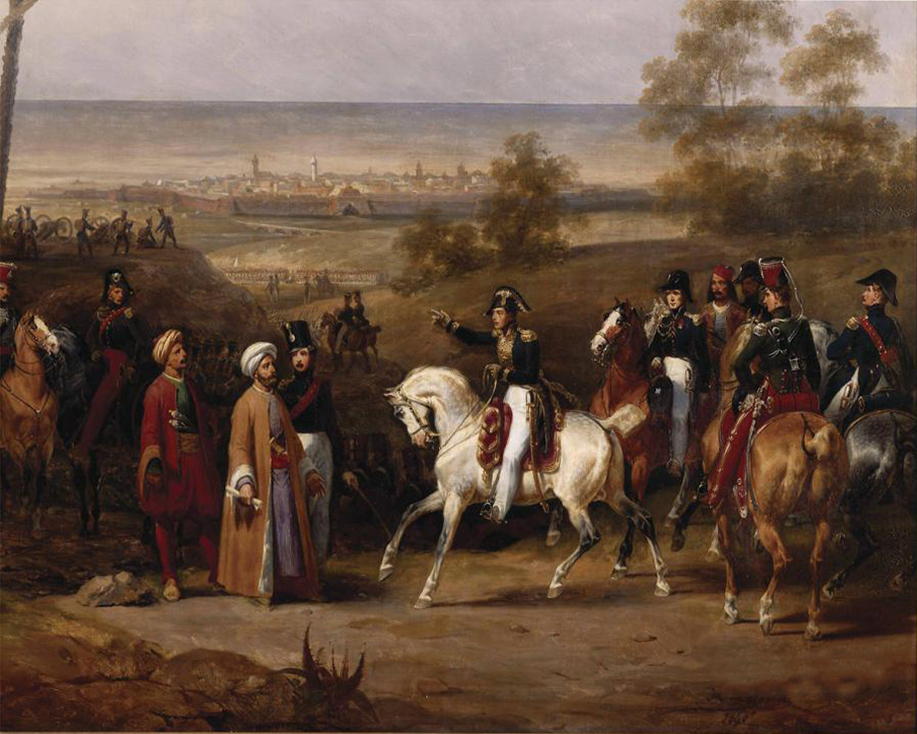
Cucerirea orașului Koroni de către generalul Sebastiani.

După cucerirea de către otomani a orașului Missolonghi, puterile occidentale au hotărât să intervină în favoarea Greciei revoluționare. Atitudinea europenilor față de aliatul Imperiului Otoman, Ibrahim Pașa al Egiptului, a fost foarte ostilă. Obiectivul principal al europenilor era să provoace evacuarea trupelor otomane din regiunile pe care le ocupaseră, în special din Peloponez. Intervenția a început cu trimiterea în regiune a unei flote reunite franco-ruso-britanică a fost trimisă în regiune, unde a câștigat Bătălia de la Navarino din octombrie 1827. În august 1828, un corp expediționar francez a debarcat la Koroni în sudul Peloponezului. Soldații francezi au rămas staționați în peninsulă până la evacuarea trupelor egiptene în octombrie. În această perioadă, francezii au preluat controlul asupra punctelor strategice ale trupelor otomane. Deși grosul trupelor s-a reîntors în patrie începând cu sfârșitul anului 1828, unități franceze au mai staționat în regiune până în 1833.
La fel ca în cazul campaniei din Egipt a lui Napoleon, când Comisia Științelor și Artelor⁠(d) a însoțit trupele, și în acest caz a fost format un corp de oameni de știință, care să însoțească armata franceză – Expédition scientifique de Morée. Șaptesprezece oameni de știință cu diferite specialități (științe naturale, arheologie, arhitectură și sculptură) au făcut parte din expediție. Munca lor a avut o importanță majoră în creșterea cunoștințelor despre Grecia. De exemplu, hărțile topografice produse atunci au avut o calitate excelentă. Poate mai importante au fost măsurătorile, schițele, profilurile, planurile și propunerile pentru restaurarea teoretică a monumentelor din Peloponez, din Attica și Insulele Ciclade. Această muncă a reprezentat o nouă tentativă de catalogare sistematică și cuprinzătoare a monumentelor antice grecești, după cea a britanicilor James Stuart⁠(d) și Nicholas Revett și a lucrării lor Antiquities of Athens. Expediția din Moreea și publicațiile apărute ca urmare a muncii oamenilor de știință francezi au oferit o descriere aproape completă a regiunilor vizitate. Ei au format un inventar științific, estetic și uman, care a rămas unul dintre cele mai bune mijloace, pentru a cunoaște regiunile fără a le vizita personal. 

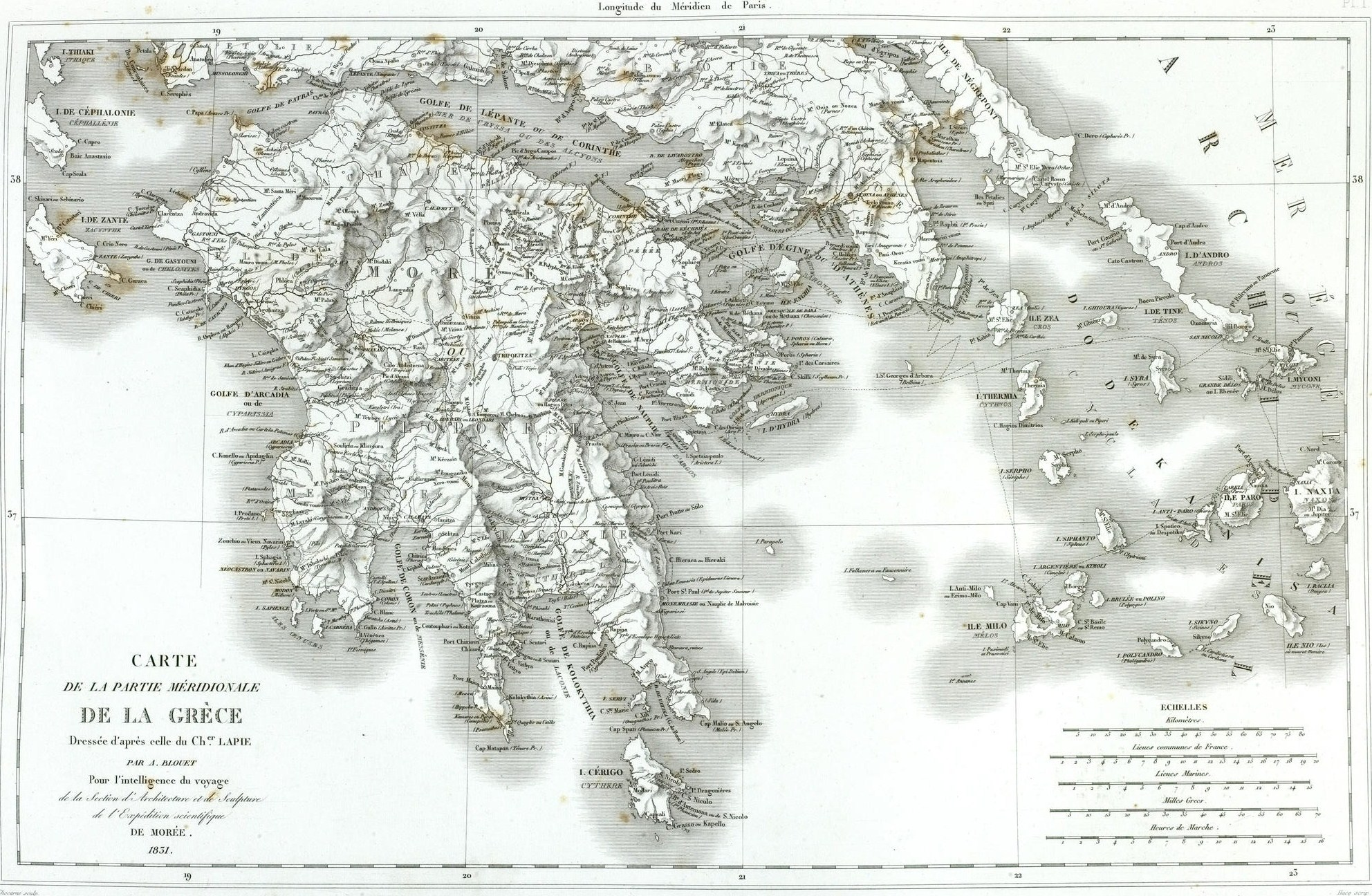
Harta Peloponezului a lui Abel Blouet, membru al Expédition scientifique de Morée, 1831.

Harta Peloponezului și locurile vizitate de expediție.

## Contextul general

### Contextul militar și diplomatic
În 1821, grecii s-au ridicat la luptă împotriva stăpânirii de secole a otomanilor. Ei au obținut o serie de victorii în prima parte a războiului și și-au declarat independența. În ciuda justeței cauzei grecilor, declarația de independență era împotriva principiilor Congresului de la Viena și ale Sfintei Alianțe, care impusese un echilibru european al statu quo-ului, considerând indezirabile orice încercare de schimbare. În contrast cu tot ce se întâmplase în restul Europei, Sfânta Alianță nu a intervenit să oprească insurgenții greci. 
Insurecția națională și liberală nu era pe placul lui Metternich, ministrul de externe al Imperiului Austriac și principalul arhitect politic al Sfintei Alianțe. În schimb, Imperiul Rus, un alt jandarm reacționar al Europei, simpatiza cu insurecția prin prisma solidarității religioase ortodoxe și a intereselor sale geostrategice (controlul strâmtorilor Dardanele și Bosfor). Franța, un alt membru activ al Sfintei Alianțe, intervenise de curând în Spania împotriva liberalilor la Trocadero (1823), dar față de greci avea o atitudine ambiguă. Parisul considera că grecii liberali sunt în primul rând creștini, iar insurecția lor împotriva otomanilor musulmani era mai degrabă o nouă cruciadă. Regatul Unit, o țară liberală, avea interese în situația regională mai ales datorită faptului că zona se afla pe ruta spre India, iar Londra dorea să își asigure un anumit grad de control acolo. Pentru europeni în general, Grecia reprezenta leagănul civilizației și artei occidentale încă din antichitate. 

Tabloul lui Delacroix, Grecia dându-și duhul pe ruinele de la Missolonghi a avut un rol important în modelarea opiniei publice occidentale, care a dus în final la declanșarea intervenției.

Victoriile elenilor au fost efemere. Sultanul a chemat în sprijinul să pe vasalul său egiptean Muhammad Ali, care și-a trimis fiul, pe Ibrahim Pașa, în Grecia cu o flotă cu 8.000 de marinari și 25.000 de pedestrași. Intervenția trupelor egiptene de sub comanda lui Ibrahim s-a dovedit decisivă – Peloponezul a fost recucerit în 1825. Orașul de importanță strategică Missolonghi a fost cucerit în 1826. Atena a fost cucerită în 1827. Sub controlul grecilor mai rămăseseră doar Nafplion, Hydra, Mani și Eghina.
În Europa Occidentală s-a dezvoltat un puternic curent filoelen, mai ales după căderea Missolonghiului⁠(d) în 1826, locul unde murise Lord Byron în 1824. Mulți artiști și intelectuali, ca François-René de Chateaubriand, Victor Hugo, Alexandr Pușkin, Gioachino Rossini, Hector Berlioz sau Eugène Delacroix (în picturile Masacrul din Chios din 1824, și Grecia pe ruinele de la Missolonghi⁠(d) din 1826), au amplificat curentul de simpatie pentru cauza grecilor în opinia publică. În capitalele occidentale s-a hotărât intervenția în favoarea Greciei, leagănul civilizației și avangardă a creștinismului în Orient, a cărei localizare strategică adăuga a altă dimensiune interesului europenilor. Prin Tratatul de la Londra din iulie 1827, Franța, Rusia și Regatul Unit recunoșteau autonomia Greciei, care urma să rămână stat vasal al Imperiului Otoman. Cele trei puteri au căzut de acord să întreprindă o intervenție limitată ca să convingă Poarta să accepte termenii convenției. A fost propus și adoptat un plan pentru trimiterea unei expediții navale ca o forță demonstrativă. A fost trimisă o flotă reunită rusă, franceză și britanică pentru ca să exercite presiuni diplomatice asupra Constantinopolului. Bătălia de la Navarino (octombrie 1827), deși a fost declanșată în condiții neclare, a dus la distrugerea flotei turco-egiptene. 
În 1828, Ibrahim Pașa se găsea într-o situație dificilă. După ce vasele turco-egiptene fuseseră distruse la Navarino, flota reunită exercita o blocadă care împiedica reaprovizionarea și sosirea de întăriri. Trupele albaneze, pe care nu le mai putea plăti, s-au reîntors în țara lor protejate de trupele grecești ale lui Theodoros Kolokotronis. Pe 6 august 1828, a fost semnată la Alexandria o convenție între viceregele Egiptului, Muhammad Ali, și amiralul britanic Edward Codrington⁠(d). Ibrahim Pasha trebuia să își evacueze trupele și să lase în Peloponez doar mici unități turcești – cam 1.200 de soldați în total. În ciuda acordului semnat de tatăl său, Ibrahim a refuzat să se retragă, continuând să exercite controlul asupra mai multor regiuni ale Greciei: Messinia, Navarino, Patras și câteva alte puncte întărite. El a ordonat de asemenea distrugerea sistematică a orașului Tripoli. În plus, poziția față de Grecia a guvernului francez al lui Carol al X-lea dădea semne că se schimbă. Ibrahim Pașa a subliniat ambiguitatea poziției franceze atunci când l-a întâlnit pe generalul Maison în septembrie septembrie: „De ce Franța, după ce a subjugat oamenii în Spania în 1823, vine acum în Grecia să îi elibereze oamenii?”
Treptat, sub influența evenimentelor din Grecia, în Franța s-a dezvoltat o atitudine a opiniei publice liberale și proelene. Cu cât aștepta Franța mai mult, cu atât devenea mai delicată poziția față de Austria și ministrul ei de externe, Metternich. În aceste condiții, guvernul ultraregalist francez a decis să accelereze desfășurarea evenimentelor. Francezii au propus englezilor declanșarea unei operațiuni terestre comune, dar au fost refuzați. Între timp, Rusia a declarat război în 1828 Imperiului Otoman. Victoriile militare ruse au neliniștit Londra, care nu dorea ca Imperiul Țarist să își extindă influența prea mult spre sud. Din acest motiv, britanicii nu s-au opus unei intervenții a francezilor, fără participarea englezilor însă.

### Contextul intelectual
Filozofia Iluminismului a dus la creșterea interesului occidentalilor pentru Grecia, sau mai degrabă pentru imaginea unei Grecii Antice idealizate, centrul pivotant al antichității, așa cum era ea studiată și înțeleasă atunci. Filozofii iluminiști, pentru care noțiuni precum „natură” sau „rațiune” erau foarte importante, credeau că acestea fuseseră și valorile fundamentale ale Atenei clasice. Democrațiile Greciei Antice, și mai presus de toate cea ateniană, au devenit modele de urmat. Soluțiile pentru problemele filozofice și politice ale prezentului erau căutate în Atena Antică. Lucrări ale unor autori precum ale abatelui Barthélemy⁠(d), Voyage du Jeune Anacharsis (1788), au consfințit definitiv imaginea Europei ca moștenitoare a culturii antice elene. 
Teoriile și sistemul de interpretare a artei antice ale lui Johann Joachim Winckelmann au influențat gustul pentru frumos al europenilor timp de mai multe decenii. Lucrarea sa de căpătâi, Geschichte der Kunst des Alterthums (Istoria artei antice), a fost publicată în 1764 și tradusă în franceză doi ani mai târziu și în engleză în 1881. Winckelmann a fost cel care a inițiat tradiția împărțirii artei antice în perioade, clasificând lucrările cronologic și statistic.
Opiniile lui Winckelmann despre artă au fost extinse la întreaga civilizație. El a trasat o paralelă între nivelul general de dezvoltare al civilizației și evoluția artei sale. El a interpretat această evoluție artistică în același mod în care contemporanii săi se gândeau la ciclul de viață al unei civilizații, în termeni de progres, apogeu și apoi declin. 
Pentru el, arta greacă fusese apogeul realizărilor artistice, culminând cu Phidias. Mai mult, Winckelmann credea că cele mai frumoase opere ale artei grecești fuseseră produse sub circumstanțe geografice, politice și religioase ideale. Acest cadru de gândire a dominat mult timp viața intelectuală în Europa. El a clasificat arta greacă în patru perioade: antică (perioada arhaică), sublimă (Phidias), frumoasă (Praxiteles) și decadentă (perioada romană).

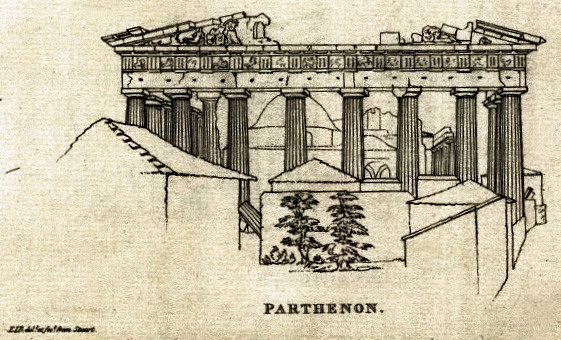
Partenonul în vremea Lordului Elgin.

Winckelmann concluziona că evoluția artei a culminat în perioada sublimă, concepută în timpul unei epoci de libertate politică și religioasă completă. Teoriile lui idealizau Grecia Antică și au sporit dorința europenilor de a călători în Grecia contemporană. Credința, împărtășită și de el, cum că „bunul gust” s-a născut sub cerul grecesc era seducătoare. El a convins Europa secolului al XVIII-lea că viața din Grecia antică era pură, simplă și morală, și că Elada clasică este sursa din care artiștii ar trebui să extragă idei de „simplitate nobilă și măreție calmă”. Grecia devenise astfel „patria artelor” și „profesorul bunului gust”.
Guvernul francez a planificat expediția din Moreea în același spirit cu cel al lui James Stuart⁠(d) și Nicholas Revett, pe ale căror lucrări dorea să le completeze. Expedițiile parțial științifice comandate și finanțate de Society of Dilettanti⁠(d) au rămas un punct de referință: ele reprezentau primele încercări de redescoperire a Greciei Antice. Prima, cea al lui Stuart și a lui Revett în Atena și în insule, avusese loc în anii 1751–1753 și avusese ca rezultat lucrarea The Antiquities of Athens, folosită de arhitecți și designeri pentru crearea unui stil neoclasic grec. Expediția lui Revett, Richard Chandler⁠(d) și William Pars în Asia Mică avusese loc între 1764 și 1766. În cele din urmă „lucrările” lui lordului Elgin la Partenon de la începutul secolului al XIX-lea menținuseră interesul pentru Grecia — părea acum posibilă crearea de colecții cuprinzătoare de artă antică în Europa Occidentală.

## Expediția militară
Mare parte din informațiile despre expediția din Moreea provin din mărturiile directe ale lui Louis-Eugène Cavaignac⁠(d) (Regimentul 2 Geniu; viitor prim-ministru al Franței în 1848), ale lui Alexandre Duheaume (căpitan în Regimentul 58 Infanterie Linie), ale lui Jacques Mangeart (cofondator al unei imprimerii și al ziarului franco-grecesc Le Courrier d'Orient⁠(d) la Patras în 1829) și ale doctorului Gaspard Roux (ofițer medical superior al expediției), toți participanți la expediția militară.

### Pregătirile
Camera Deputaților a aprobat un împrumut de 80 de milioane de franci aur care să îi permită guvernului să își îndeplinească obiectivele. A fost formată o forță expediționară de 13.000–15.000 de oameni comandați de general-locotenentul Nicolas Joseph Maison.
Corpul expediționar era compus din trei brigăzi comandate de mareșalii de câmp Tiburce Sébastiani⁠(d), Philippe Higonet⁠(d) și Antoine Virgile Schneider⁠(d). Șef al Marelui Stat Major a fost numit generalul Antoine Simon Durrieu⁠(d).
În total au fost nouă regimente de infanterie:
- Brigada I: Regimentul al 8-lea de infanterie de linie, Regimentul al 16-lea de infanterie de linie, Regimentul al 27-lea de infanterie ușoară
- Brigada a 2-a: Regimentul al 35-lea de infanterie de linie, Regimentul al 46-lea de infanterie de linie, Regimentul al 58-lea de infanterie de linie;
- Brigada a 3-a: Regimentul al 29-lea de infanterie de linie, Regimentul al 42-lea de infanterie de linie; Regimentul al 54-lea de infanterie de linie.
- În plus, au mai fost trimiși în misiune Regimentul al 3-lea vânători (comandat de colonelul Paul-Eugène de Faudoas-Barbazan), patru companii de artilerie și două companii de geniști militari (pionieri și mineri).[24]

A fost organizată o flotă de transport aflată sub protecția vaselor de război, în total 60 de corăbii. Au fost transportate pentru folosul trupelor franceze diferite echipamente, produsele alimentare, muniții și 1.300 de cai, precum și arme, muniții și bani pentru guvernul provizoriu grec al lui Ioannis Kapodistrias. Franța a dorit să sprijine Grecia independentă din momentul în care a luat ființă, ajutând-o să-și organizeze armata, cu scopul de a obține influență în regiune. 
Prima brigadă a părăsit portul Toulon pe 17 august, a doua două zile mai târziu iar a treia pe 1 septembrie. Comandatul corpului expediționar, generalul Nicolas Joseph Maison, a călătorit cu prima brigadă la bordul corăbiei Ville de Marseille. Primul convoi era compus din vase de transport și, în afară de Ville de Marseille, mai avea în componență fregatele Amphitrite, Bellone și Cybèle. Al doilea convoi era escortat de corabia de linie Duquesne și de fregatele Iphigénie și  Armide.

### Operațiunile din Peloponez

#### Debarcările

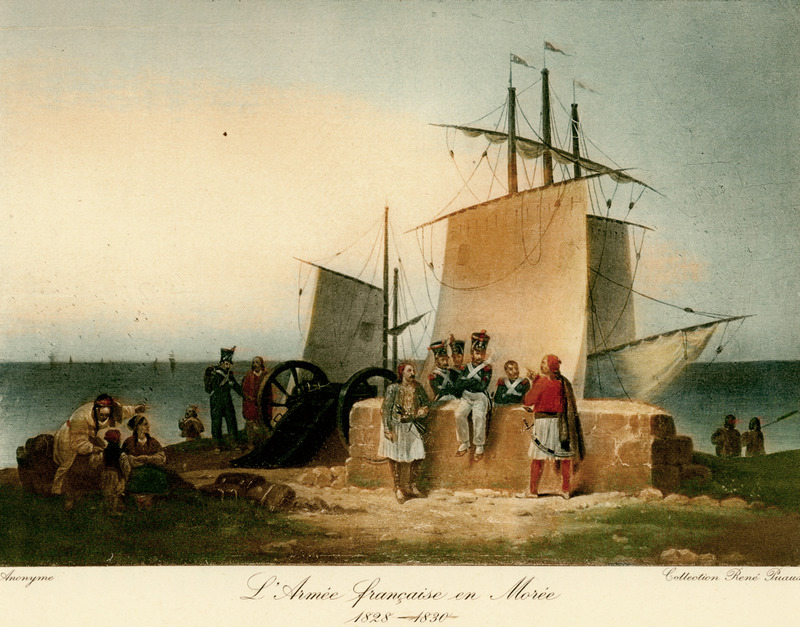
Soldați francezi discutând cu localnici greci

Pe 28 august, flota care transporta primele două brigăzi a ajuns în golful Navarino, unde era deja ancorată escadra fronco-ruso-britanică. Armata egipteană era concentrată între Navarino și Methoni. În aceste condiții, o debarcare ar fi fost o operațiune riscantă. După o discuție de două ore între generalul Maison și amiralul Henri de Rigny⁠(d), care l-a vizitat la bordul lui Conquérant⁠(d), flota s-a deplasat spre Golful Messenian, a cărui intrare sudică era păzită de o cetate deținuta de otomani la Koroni.  Corpul expediționar a ajuns în partea nord-vestică a golfului și a început debarcarea în seara de 29 august fără opoziție, și a terminat pe 30–31 august. Soldații au campat la nord de câmpia Koroni, la zece minute nord de ruinele Coroneei⁠(d) antice (de lângă Petalidi), pe malurile râurilor Djane (pentru statul major), Karakasili-Karya și Velika.
O proclamație a guvernatorului Ioannis Kapodistrias informase populația greacă de iminenta sosire a unei expediții franceze. Se spunea că localnicii ar fi dat năvală să întâmpine trupele imediat ce au pus piciorul pe pământ grecesc, pentru a le oferi hrană. Brigada 1 comandată de Tiburce Sébastiani a ieșit din tabără pe 8 septembrie și s-a îndreptat spre Koroni, unde și-a instalat tabăra pe un loc înalt. Brigada 3 (al doilea convoi), care fusese adusă de o flotă ce a navigat contra unei furtuni în noaptea de 16 septembrie 1828 și a pierdut trei nave (inclusiv bricul Aimable Sophie care transporta 22 de cai și Regimentul 3 Vânători), a reușit să ancoreze la Petalidi pe 22 septembrie. Pe 26, s-a dus pe mare alături de brigada a doua, care deja plecase în marș de la Petalidi pe 15 septembrie și și-a amenajat tabăra de pe Djalova lângă Navarino. La sosirea lor pe pământ grecesc, francezii au găsit o țară care fusese devastată de trupele lui Ibrahim: sate dărâmate până la temelii, ogoare arse în întregime și o populație sub jugul terorii, înfometată și ascunsă prin peșteri.

#### Plecarea armatei egiptene

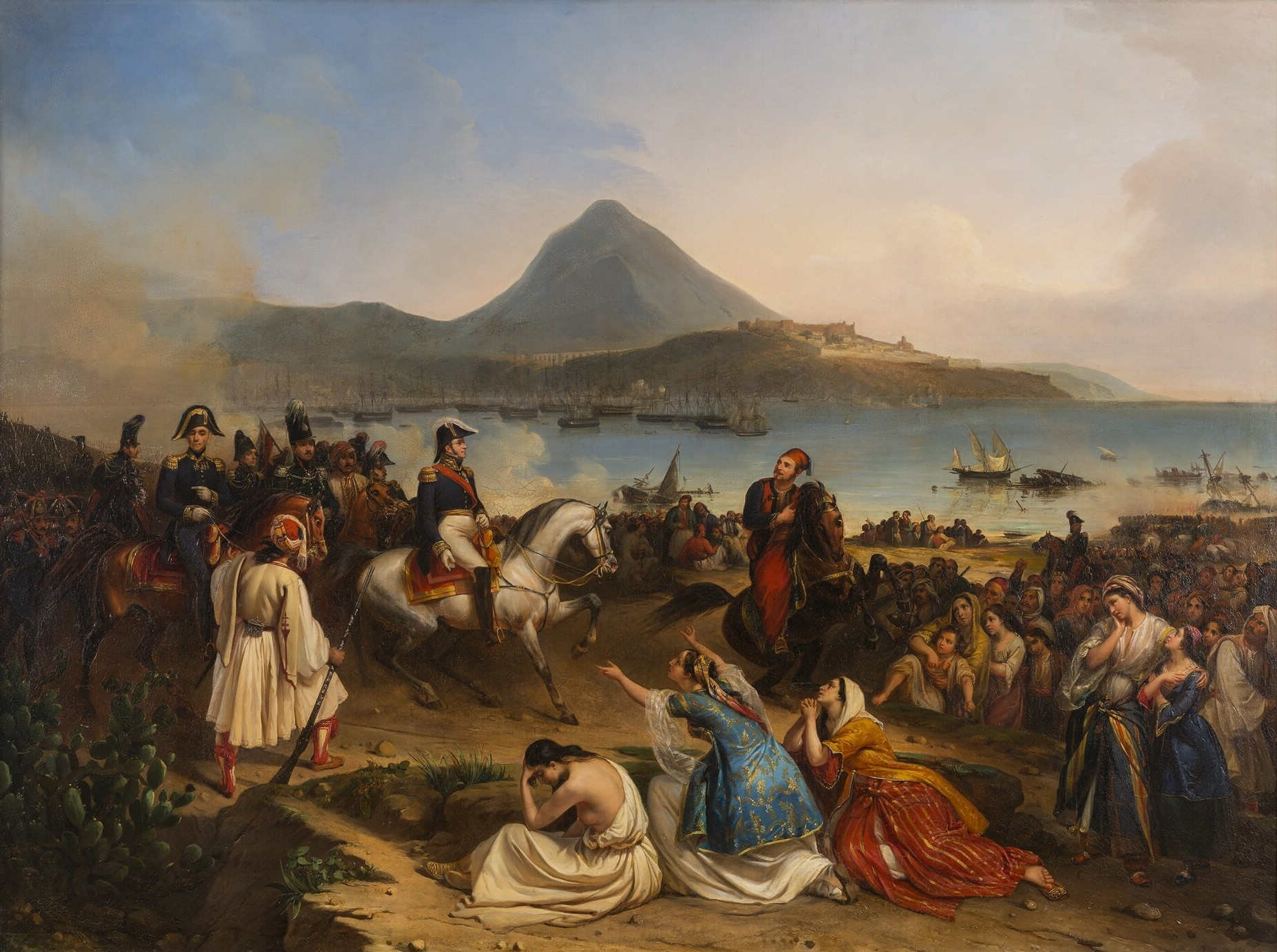
Întâlnire între generalul Maison și în septembrie 1828

Prin convenția de la Alexandria (6 august 1828), semnată de viceregele Egiptului, Muhammad Ali, și amiralul britanic Edward Codrington⁠(d), Ibrahim Paşa⁠(d) e obliga să evacueze trupele egiptene și să lase Peloponezul în seama puținelor trupe turcești (circa 1200 de oameni) rămase acolo.
Ibrahim Paşa s-a folosit de mai multe pretexte pentru ca să tergiverseze evacuarea trupelor: a invocat probleme cu aprovizionarea cu alimente, lipsa mijloacelor de transport, sau dificultăți neprevăzute în procesul de predare a fortificațiilor. Ofițerii francezi au aveau dificultăți în a menține disciplina soldaților, care au devenit brusc entuziasmați de exemplu de știrea falsă a unui iminent marș spre Atena. Zelul războinic al trupelor franceze a fost probabil elementul decisiv care l-a convins pe comandantul egiptean să își respecte obligațiile. În această perioadă, soldații francezi au trebuit să facă față ploilor de toamnă, care le-au inundat tabăra, crescând primejdia izbucnirii diferitelor boli, în principal a dizenteriei. Pe 24 septembrie, Louis-Eugène Cavaignac⁠(d) nota că 13 dintre cei 400 de geniști ai companiei pe care o comanda erau bolnavi. Generalul Maison dorea să își încartiruiască cât mai repede cu putință oamenii în barăcile fortăreței.
Pe 7 septembrie, după o lungă conferință la bordul navei Conquérant, în prezența generalului Maison și a celor trei amirali aliați, Ibrahim Paşa a acceptat în sfârșit să înceapă evacuarea trupelor peste două zile. Termenii acceptați de generalul Maison prevedeau că egiptenii puteau pleca cu armele, bagajele și caii, dar fără niciun sclav sau prizonier grec. Cum flota egipteană nu putea să evacueze întreaga armată dintr-o dată, a fost autorizată aprovizionarea cu hrană a trupelor care rămâneau pe continent. Acești soldați fuseseră supuși unei lungi blocade. O primă divizie egipteană, 5.500 de oameni și 27 de corăbii, au plecat pe 16 septembrie, escortați de trei vase din flota aliată – două fregate britanice și una franceză. 
Cu o zi în urmă, pe 15 septembrie, trupele franceze își mutaseră tabăra de la Petalidi și traversaseră peninsula Messeniană⁠(d) spre vest pentru a se apropia de Navarino. Își amenajaseră noua tabără la nord de golf într-o luncă mlăștinoasă a râului Djalova, la două leghe nord de Navarino. Pe 1 octombrie, generalul Maison a trecut în revistă toate trupele franceze de pe uscat, în prezența lui Ibrahim Paşa care venise neescortat, și a generalului grec Nikitaras⁠(d). Pictorul francez Jacques Mangeart a dat o descriere detaliată a acestei treceri în revistă în Souvenirs.
Ultimul transport egiptean a plecat pe 5 octombrie, la bordul unei corăbii fiind și Ibrahim Paşa. Dintre cei 40.000 de oameni cu care venise din Egipt, el repatria mai puțin de 20.000. În Peloponez au mai rămas doar câteva mici unități otomane, care să apere diferitele fortificații. Următoarea sarcină a trupelor franceze a fost să asigure securitatea acestora și să asigure predarea punctelor întărite în mâinile reprezentanților Greciei independente.

#### Preluarea fortificațiilor

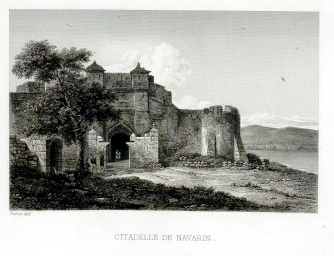
Fortăreața Navarino

Pe 6 octombrie, generalul Maison i-a ordonat generalului Higonet să intre în Navarino. Higonet a plecat în fruntea Regimentului 16 infanterie, care avea în compoziție baterii de artilerie și companii de geniu. Regiunea Navarino a fost asediată de pe mare de flota comandată de amiralul Henri de Rigny⁠(d), și de pe uscat de soldații generalului Higone. Comandantul turc a refuzat să capituleze, declarând:
 „Sublima Poartă nu este în război nici cu francezii nici cu englezii; nu vom comite acte ostile, dar nu vom preda cetatea.”
Din acest motiv, geniștii francezi au primit ordin să sape o trecere prin zidurile fortificației. Generalul Higonet a intrat în fortăreață, a cărei garnizoană de 250 de oameni a capitulat în cele din urmă. Francezii s-au mutat în interiorul cetății și au început să refacă fortificațiile, au reparat clădirile, au organizat un spital de campanie și birouri administrative.

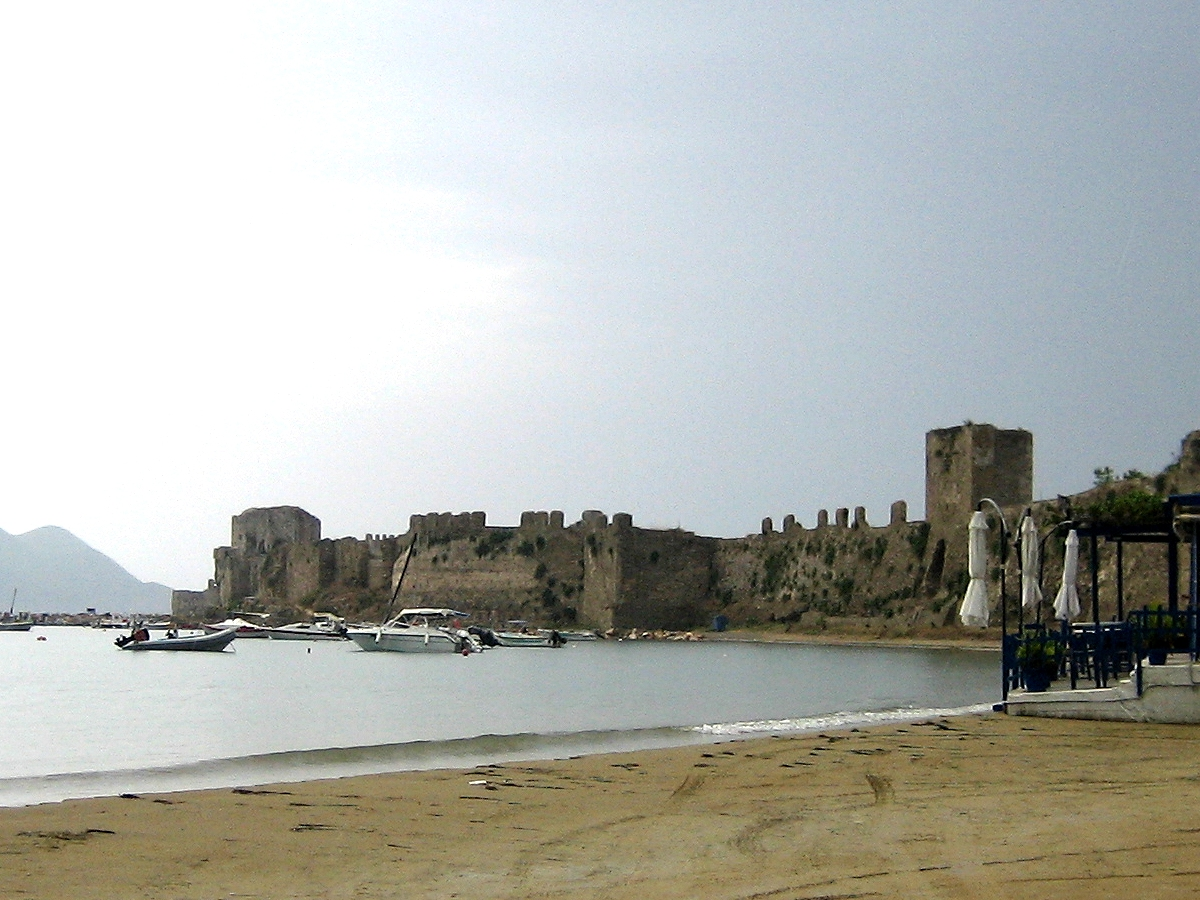
Fortăreața Methoni

Pe 7 octombrie, Regimentul 35 de linie, unități de artilerie și de geniu sub comanda generalului Durrieu au ajuns la Methoni, a cărei fortăreață era apărată de o garnizoană de 1078 de soldați cu o sută de tunuri și provizii pentru șase luni. Două corăbii de linie, una franceză, Breslaw (căpitan Maillard), și una engleză, HMS Wellesley (căpitanul Frederick Lewis Maitland), au blocat portul și au amenințat fortăreața cu tunurile din dotare. Comandanții cetății, turcul Hassan Paşa și egipteanul Ahmed Bey, au dat același răspuns ca cel din Navarino. De aceea, geniștii au primit sarcina să spargă porțile orașului. Garnizoana orașului nu a ripostat. Comandanții cetății au explicat că ei nu puteau capitula fără să încalce ordinele sultanului, dar au recunoscut că le este imposibil să reziste. Din acest motiv, cetatea a fost cucerită prin utilizarea simbolică a forței.
Generalul francez le-a acordat aceiași termeni de capitulare ca și celor din Navarino. Cetatea Methoni a fost cucerită, iar generalul Maison și-a instalat apartamentele acolo (în fosta locuință a lui Ibrahim Paşa), alături de cartierul general al expediției din Moreea.

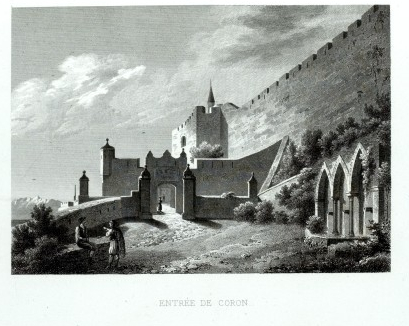
Fortăreața Koroni

A fost mult mai dificil pentru francezi să preia controlul cetății Koroni. Generalul Sébastiani a ajuns aici pe 7 octombrie cu o parte a brigăzii sale. Comandantul cetății a dat același răspuns cu cei din Navarino și  Methoni. Sébastiani a trimis geniștii să deschidă un culoar de trecere, dar aceștia din urmă au fost alungați de pietrele aruncate de pe zidurile de apărare. Cam douăzeci de oameni au fost răniți, unii ușor, precum Cavaignac, alții mai grav, așa cum au fost un căpitan, un sergent și trei soldați de geniu. Soldații francezi s-au simțit ofensați, iar comandanții lor au reușit cu greu să îi oprească să deschidă focul și să ia cu asalt fortificațiile. Vasele militare Amphitrite, Breslaw și Wellesley au fost chemate să asigure sprijin de pe mare cu artileria din dotare. Amenințarea unui bombardament de pe mare l-a convins în cele din urmă pe comandantul otoman să capituleze. Pe 9 octombrie, francezii au intrat în Koroni și au capturat 80 de piese de artilerie, o mare cantitate de muniție și alimente. Cetatea a fost predată apoi trupelor generalului Nikitaras⁠(d) care s-a stabilit acolo.
Patrasul era controlat de Ibrahim Paşa de la evacuarea Peloponezului. Brigada a treia a fost trimisă pe mare să preia controlul orașului aflat în partea de nord-vest a peninsulei. Francezii au debarcat pe 4 octombrie. Generalul Schneider i-a dat lui Hadji Abdullah, Pașa al Patrasului și al Castelului Moreii, 24 de ore să predea cetatea. Pe 5 octombrie, când a expirat ultimatumul, francezii au înaintat pe trei coloane pentru încercuirea orașului, iar artileria a fost pusă pe poziții. Hadji Abdullah a semnat în aceste condiții capitularea Patrasului și a Castelului Moreei.
Agalele care o comandau pe aceasta din urmă au refuzat însă să se supună pașei lor, pe care îl considerau trădător, și au anunțat că preferă să moară în ruinele cetății lor decât să o predea.

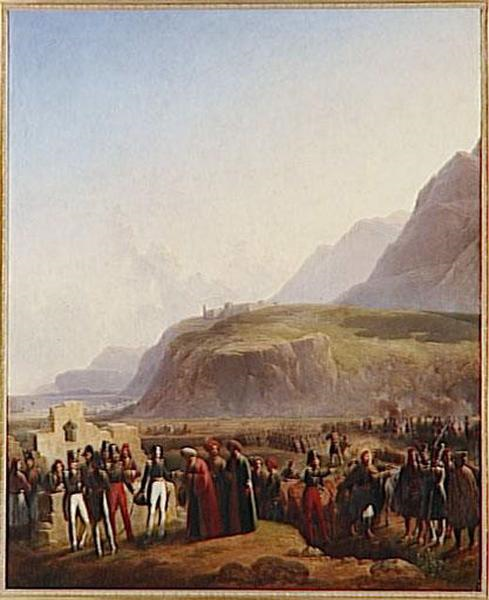
Capitularea Patrasului în fața lui Antoine Virgile Schneider, tablou de Hippolyte Lecomte

#### Asediul  Castelului Moreii
Castelului Moreei fusese ridicat de Baiazid al II-lea în 1499. Ea se află pe malul mării, la 10 km nord de Patras, lângă Rion, și lângă acualul pod Rio–Antirrio⁠(d), pe malul opus față de Castelul Rumeliei de pe coasta nordică, împreună cu care păzea intrarea în Golful Corintului, denumit „Micul Dardanele”.
Generalul Schneider a încercat să negocieze cu agalele, care au rămas ferme pe poziție, refuzând capitularea, și chiar au tras asupra generalului.. Francezii au început asediul. În timpul bombardamentelor de artilerie executate de pe uscat și de pe mare de vasele amiralului de Rigny, toate tunurile asediaților au fost reduse la tăcere. După bombardamentele de artilerie, două regimente de infanterie și unul de cavalerie ușoară au desăvârșit încercuirea cetății. Pe 23 octombrie au sosit întăriri. Au fost aduse noi baterii de artilerie grea (de brèche), care au fost botezate Carol al X-lea, George al IV-lea, Ducele de Angoulême, Ducele de Bordeaux și Marine. O parte a flotei franceze, inclusiv Breslaw⁠(d) și Conquérant⁠(d), și HMS Blonde⁠(en)[traduceți] a britanicilor, cu amiralul Edmund Lyons⁠(d) la comandă, au venit în ajutor cu tunurile lor. Unele părți din bateriile franceze și britanice au fost chiar mixte, și au fost manevrate de tunari de ambele naționalități. Flota rusă nu a luat parte la asediu, întrucât era staționată în Malta, dar amiralul Lodewijk van Heiden⁠(d) se oferise să fie la dispoziția generalului Maison.
În zorii zilei de 30 octombrie, douăzeci și cinci de baterii de tunuri grele (inclusiv șase tunuri de câmp, patru obuziere, mai multe mortiere și o bombardă engleză) au deschis focul. După un atac de patru ore, a fost deschisă o breșă largă în zidurile de apărare. În această situație, turcii au trimis un emisar cu steagul alb pentru negocierea capitulării apărătorilor fortului. Generalul Maison a răspuns că termenii fuseseră deja negociați încă de la începutul lunii la Patras. El a adăugat că nu are încredere că un grup de soldați asediați care nu au respectat prima înțelegere o vor respecta pe a doua. Ca urmare, el a dat garnizoanei un răgaz de o jumătate de oră să părăsească fortul fără arme și bagaje. Agalele au acceptat acești termeni. În final, luptele pentru cucerirea fortului i-a costat pe francezi pierderea a 25 de oameni, morți și răniți.

### Rezultatele militare ale expediției

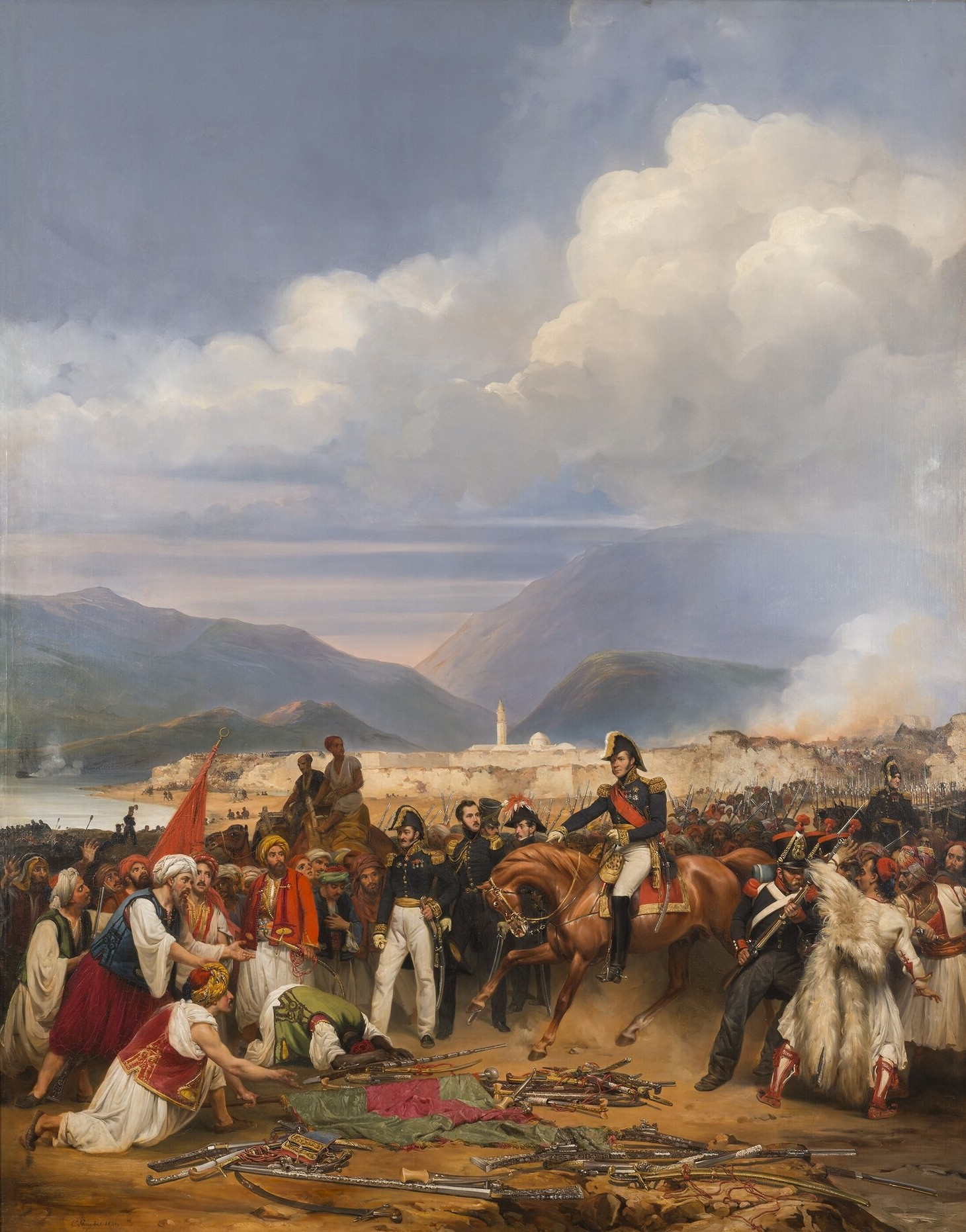
Capitularea Castelului Moreei în fața generalului Nicolas Joseph Maison

Pe 5 noiembrie, ultimii turci și egipteni au părăsit definitiv Moreea. 2500 de oameni și familiile lor au fost urcați la bordul navelor franceze cu direcția Smyrna. În total, 26–27.000 de oameni au fost obligați să părăsească țara și cetățile în decurs de câteva zile. Capturarea cetăților din Moreea de către forța expediționară franceză fusese finalizată după doar o lună:
Operațiunile noastre au reușit în toate aspectele: fără îndoială, nu găsim glorie militară acolo; dar obiectivul pentru care am venit, eliberarea Greciei, va fi mai reușit și mai imediat; Moreea va fi curățată de dușmanii ei. — General-locotenentul Nicolas-Joseph Maison
Ambasadorii francez și britanic se instalaseră⁠(d) la Poros⁠(d) în septembrie 1828 și au invitat Constantinopolul să trimită un diplomat acolo pentru a purta negocieri privind statutul Greciei. Întrucât Poarta a persistat în refuzul de a participa la conferințe, generalul Maison i-a sugerat explicit guvernatorului grec Ioannis Kapodistrias (pe 5 octombrie) desfășurarea de operațiuni militare și extinderea lor spre Attica și Euboea. Franța susținea acest proiect și dăduse instrucțiuni generalului Maison în acest sens pe 27 august 1828. Dar prim-ministrul britanic, ducele de Wellington, s-a opus acestui plan (el dorea ca noul stat grecesc să fie limitat doar la Peloponez), așa că a rămas în sarcina grecilor să-i izgonească pe otomani din aceste teritorii, cu înțelegerea că armata franceză va interveni doar dacă grecii vor întâmpina probleme.
Imperiul Otoman nu a mai putut să se bazeze pe sprijinul trupelor egiptene pentru păstrarea controlului asupra Greciei. Situația strategică de acum se asemăna cu cea de dinainte de 1825 și de venirea lui Ibrahim Paşa. După plecarea egiptenilor, insurgenții eleni au fost victorioși pe toate fronturile. 
După expediția militară din Moreea, grecii a trebuit doar să facă față trupelor turcești din Grecia Centrală. Levadeia, poarta Boeotiei, a fost cucerită la începutul lunii noiembrie 1828 de către comandantul Armatei Greciei de Est, Demetrios Ypsilantis. Contraatacul trupelor conduse de Mahmud Paşa dinspre Euboea a fost respins în ianuarie 1829. Comandantul Armatei Greciei de Vest, Augustinos Kapodistrias⁠(d), a asediat și a recucerit Naupaktos în aprilie 1829 și orașul-simbol Messolonghi în mai 1829. Ypsilantis a recucerit Teba pe 21 mai 1829 și a învins 7000 de otomani în bătălia de la Petra⁠(d) (o trecere îngustă în Boeotia între Teba și Livadeia) pe 12 septembrie 1829. Această bătălie a fost prima oară când grecii au ieșit victorioși pe câmpul de luptă ca armată regulată. Bătălia de la Petra a fost ultima din Războiul de Independență al Greciei.
A fost însă nevoie și de victoria militară a Rusiei în Războiul Ruso-Turc din 1828–1829 încheiat cu tratatul de la Adrianopol, ratificat apoi de tratatul de la Constantinopol din iulie 1832, pentru ca independența Greciei să fie recunoscută și garantată de Marile Puteri. Acest tratat de la Constantinopol a marcat astfel sfârșitul Războiului de Independență al Greciei. Teritoriul noului Regat al Greciei se întindea, însă, doar pe regiunile eliberate de trupele franceze și grecești: Peloponezul, câteva insule și Grecia Centrală (frontiera terestră de nord a Regatului a fost trasată de-a lungul unei linii⁠(d) care lega orașele Arta și Volos).

### Francezii în Peloponez
Pe 5 noiembrie 1828, ultimii „străini” (turci, egipteni și alți militari musulmani) au încheiat evacuarea din Moreea. 2.500 de familii musulmane au fost îmbarcate pe vasele franceze și transportate la Smyrna.
Ambasadorii francez și britanic au organizat Conferința din Poros și au invitat guvernul otoman să trimită un diplomat pentru negocieri cu privire la statutul Greciei. Cum Poarta a refuzat să participe la o asemenea negociere, francezii au sugerat continuarea operațiilor militare și extinderea acestora în Attica și Euboea. Britanicii s-au opus unei astfel de operațiuni, iar grecii au trebuit să continue lupta de unii singuri pentru eliminarea forțelor otomane din aceste teritorii. Francezii urmau să intervină doar dacă grecii ajungeau în impas.
Francezii și-au evacuat treptat forțele. Brigada Schneider, din care făcea parte și Cavaignac, a fost îmbarcată pentru transport în primele zile ale lunii aprilie 1829. Generalul Maison și unitățile sale au plecat pe 22 mai 1829. În Peloponez a mai rămas doar o brigadă. Din Franța au fost trimise trupe proaspete pentru înlocuirea celor rămași încă în Grecia. Regimentul 57 de infanterie de linie a debarcat la Navarino pe 25 iulie 1830. Franța nu și-a retras trupele decât după sosirea regele Otto și a Bavarian Auxiliary Corps⁠(d) în Grecia în 1833.
Trupele franceze comandate de generalul Charles Louis Joseph Olivier Guéhéneuc nu au stat degeaba în acești cinci ani. Au fost ridicate noi fortificații, precum cele de la Navarino. Au fost construite poduri, așa cum a fost cel de peste râul Pamissos, între Kalamata și Methoni. A fost construit drumul Methoni–Navarino și au fost aduse îmbunătățiri în orașele Peloponezului (clădiri, poduri, grădini etc.)

### Costurile umane ale expediției

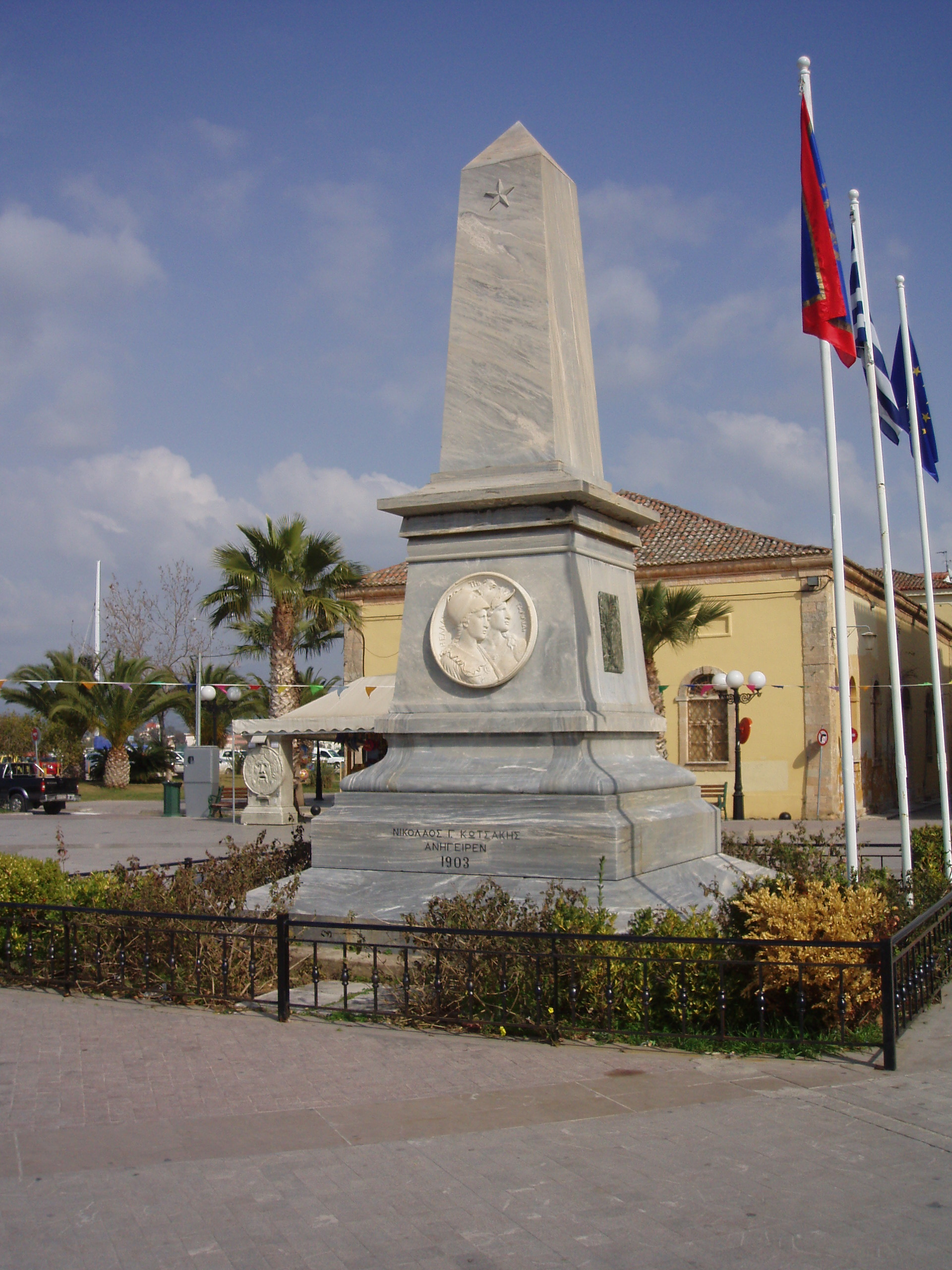
Monument memorial dedicat „memoriei mareșalului Maison,,, și marinarilor și soldaților francezi care au murit pentru independența, patria și libertatea elenilor” (obelisc din marmură gri în piața Filellinon din Nafplion)

Deși operațiunile militare au fost de scurtă durată, iar numărul bătăliilor a fost redus, expediția franceză a suferit pierderi extrem de grele: între 1 septembrie 1828 și 1 aprilie 1829, ofițerul medical superior al corpului expediționar corps, dr. Gaspard Roux, a raportat oficial 4766 de îmbolnăviri și 1000 de decese (cifre confirmate de doctorul Charles-Joseph Bastide, medic al Regimentului 16 Infanterie de Linie).
Astfel, aproape o treime din soldații francezi au fost afectați de febră, diaree și dizenterie, în mare parte contractate între lunile octombrie și decembrie 1828 în taberele instalate în lunca mlăștinoasă de la Petalidi, la gura râului Djalova (în Golful Navarino) sau în Patras. Această epidemie de febră, caracterizată de febră cu periodicitate de 48 de ore, cu rată mare de revenire, debilitantă și însoțită de frisoane, icter, convulsii, migrene și simptome neurologice și digestive, corespunde cu certitudine malariei (boală asociată cu zonele mlăștinoase) care era endemică la acea dată în regiune (avea să fie eradicată definitiv în Grecia în 1974). Epidemia a început în sezonul cald, la 20 septembrie 1828, a ajuns la apogeu pe 20 octombrie/1 noiembrie, apoi s-a redus în următoarea lună și a încetat complet în decembrie 1828.

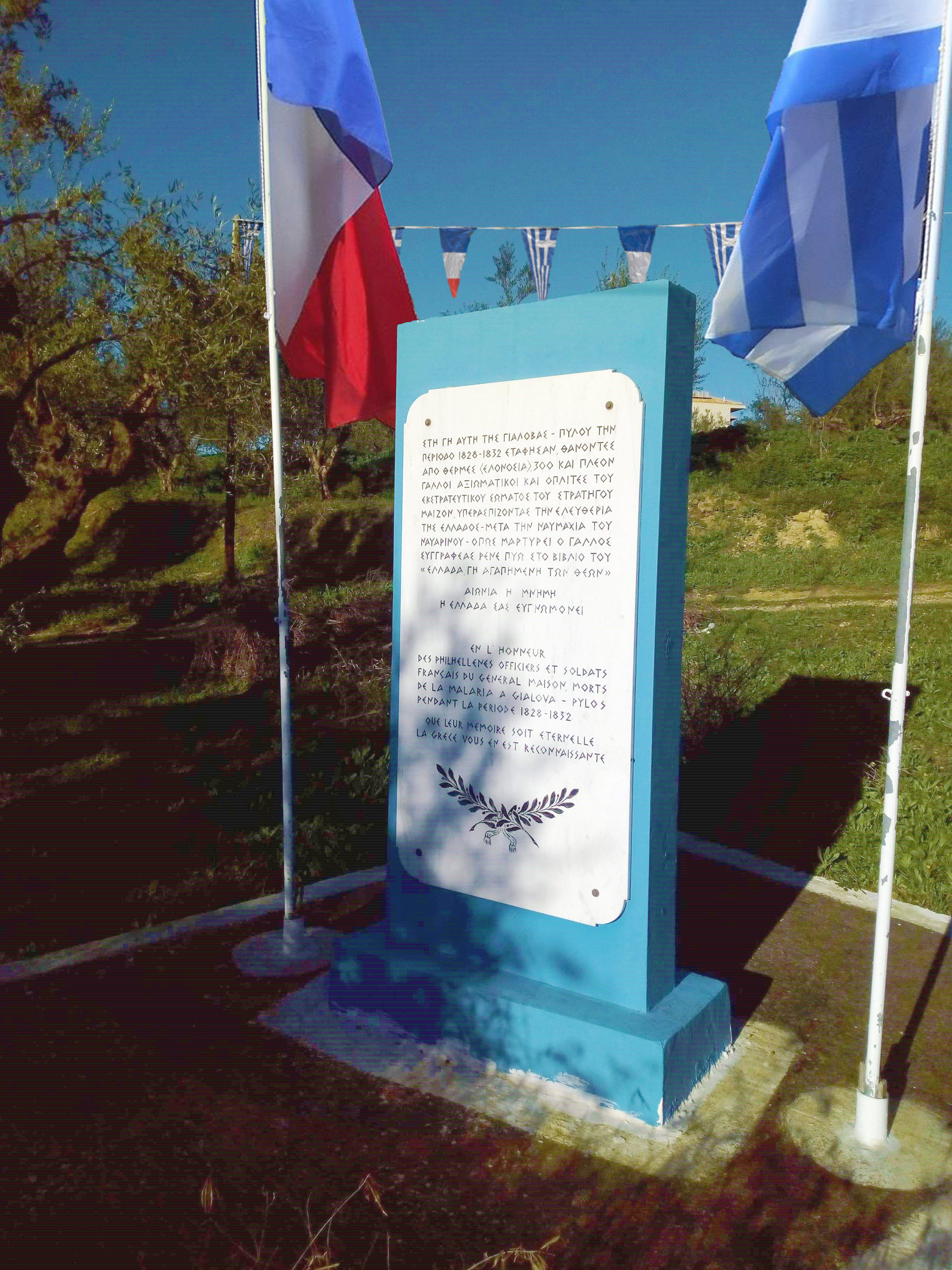
Monument memorial dedicat soldaților și ofițerilor francezi ai expediției din Moreea care au murit de malarie la Gialova

Deși doctorul Roux recunoștea influența importantă și determinantă a mlaștinilor la răspândirea bolii, cauza sa principală, parazitul Plasmodium (un microorganism unicelular), a fost descoperită abia în 1880 de  Charles Louis Alphonse Laveran—un medic militar francez care lucra la spitalul militar din Constantine din Algeria— care a observat paraziții în hematiile celor infectați (Premiul Nobel în 1907). Dovezile că femelele de țânțar anofel, pe care nici doctorul Roux și nici doctorul Bastide nu le menționează, sunt vectori ai malariei, au fost găsite abia în 1897 de către medicul scoțian Sir Ronald Ross (Premiul Nobel în 1902).
Medicii au pus bolile în schimb pe seama proximității cu focarul de infecție din zonele joase și mlăștinoase, și pe seama diferenței mari de temperatură între zi și noapte, dar și, în mai mică măsură, pe seama intensității muncilor multiple și grele, precum și consumului excesiv de carne sărată, băuturi alcoolice, și de apă murdară și stătută. Vremea mai rece a iernii, mutarea oamenilor în cazărmile cetăților, aplicarea imediată a unor mășuri stricte de igienă, venirea medicamentelor din Franța, precum și înființarea a trei spitale militare⁠(d) la Navarino, Methoni și Patras au redus semnificativ pierderile de vieți omenești. Utilizarea de către doctorul Roux a unor Febrifuge antipiretice, precum praful de cinchona și chinina, purificate pentru prima oară cu doar 8 ani în urmă, în 1820, de către Pierre Joseph Pelletier și Joseph Bienaimé Caventou⁠(d), au dat cele mai convingătoare rezultate terapeutice.
Numărul total al morților avea însă să crească semnificativ după aceea până la plecarea expediției în 1833, mai ales în urma unor sinucideri, dueluri, a câtorva cazuri de „narcotism” în urma abuzului de alcool, explozia unei magazii de praf de pușcă din cetatea Navarino, care a ucis 50 de soldați la 19 noiembrie 1829, și după afacerea Argos din 16 ianuarie 1833, soldată cu moartea a trei soldați francezi. Și misiunea științifică a fost puternic afectată de malarie în vara anului 1829. Numărul total al morților în expediția din Moreea este estimat în general, conform unor mărturii, la circa 1500.
Ca urmare, statele grec și francez au ridicat memoriale ce comemorează soldații francezi căzuți pe insula Sphacteria⁠(d) din Golful Navarino (ridicat în mai 1890) și în orașele Gialova⁠(d) (ridicat în octombrie 2007 exact pe locul taberei de pe Djalova), la Kalamata (în biserica Sfântul Nicolae Flarios) și în Nafplion (Monumentul Filoelenilor ridicat în 1903), unde sunt și astăzi.

## Expediția științifică

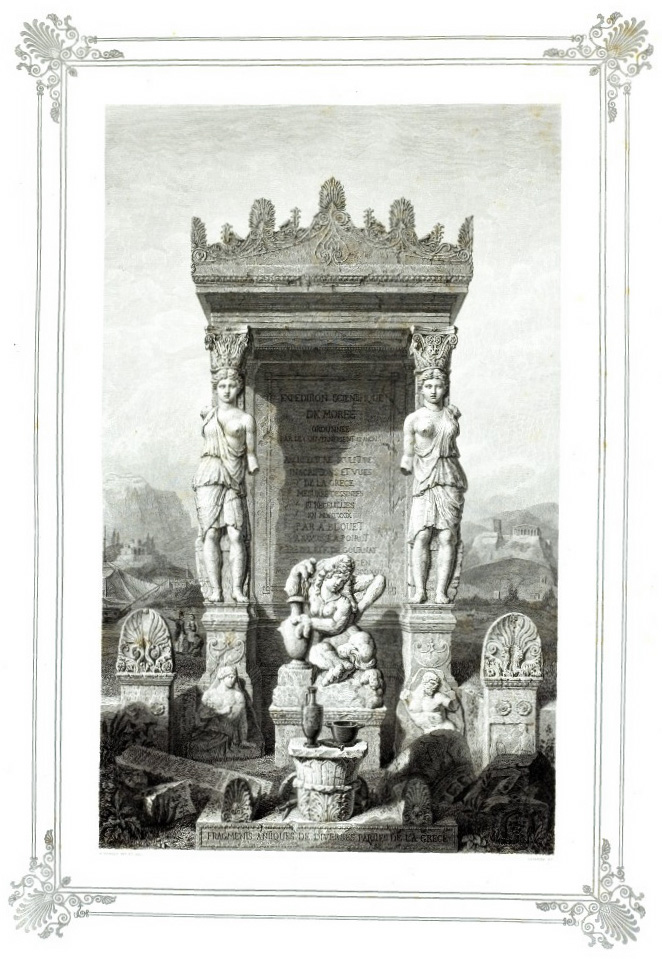
Frontispiciu al lucrării Expédition scientifique de Morée de Abel Blouet.

Expediția din Moreea a fost a doua mare expediție militaro-științifică a Franței în prima jumătate a secolului al XIX-lea. Prima, care a fost folosită pe post de etalon, a fost expediția din Egipt, începută în 1798. Ultima a fost cea din Algeria în 1839. Toate au avut loc la inițiativa guvernului francez și au fost plasate sub supravegherea unui ministru – cel de externe pentru Egipt, cel al afacerilor interne pentru Moreea și al celui de război pentru Algeria. Cele mai prestigioase instituții științifice au recrutat învățați civili sau militari, cărora le-au dat misiuni specifice. Cercetarea in situ a fost făcută în colaborarea strânsă cu armata. 
Comisia pentru știință și artă din timpul expediției egiptene a lui Napoleon și în special publicațiile care au urmat expediției, au devenit un model de urmat. Cum Grecia era considerată cealaltă regiune antică aflată la baza civilizației occidentale (unul dintre argumentele principale ale filoelenilor), s-a considerat oportun să „se profite de prezența soldaților noștri care ocupau Moreea pentru trimiterea unei comisii științifice. Nu trebuia să o egaleze pe cea atașată gloriei lui Napoleon […] A trebuit totuși să ofere servicii eminente artelor și științelor”.
În Egipt și Algeria, munca științifică s-a desfășurat sub protecția armatei. În Moreea, cea mai mare parte a trupelor erau în plin proces de repatriere în momentul în care explorările erau de-abia la început. Armata a trebuit să asigure în principal suport logistic; „corturi, jaloane, unelte, rezervoare de lichid, vase largi și saci, într-un cuvânt, tot ceea ce putea fi găsit folositor pentru noi în depozitele armatei”.
Membrii expediției științifice au debarcat la Navarino pe 3 martie 1829, după o călătorie de 21 de zile pe mare.

### Secțiunea pentru științele naturii
Această secțiune a inclus botanica (Jean-Baptiste Bory de Saint-Vincent⁠(d), Louis Despreaux Saint-Sauveur și Antoine Vincent Pector), geografia, geologia (Pierre Théodore Virlet d’Aoust și Émile Puillon Boblaye) și zoologia. Guvernul a insistat să fie trimis și un pictor peisagist, unul care să își rezume observațiile la „insecte și ierburi, dar să le extindă la locuri și oameni”.

#### Geografia
Unul dintre obiectivele fixate de guvernul francez a fost desenarea unor hărți ale Peloponezului, atât cu scop științific, dar și economic și militar. Ministrul de război, vicontele de Caux, i-a scris generalului Maisonpe 6 ianuarie 1829:
 „Toate hărțile Greciei sunt foarte defectuoase și sunt desenate pe baza unor șabloane mai mult sau mai puțin inexacte; din acest motiv este esențială corectarea lor. Nu doar geografia va fi îmbogățită de această cercetare, dar vom sprijini în acest proces interesele comerciale ale Franței, facilitând relațiile ei și, mai presus de toate, vor fi utile pentru forțele noastre terestre și navale, care se pot implica în această parte a Europei”.”
Au fost produse în doi ani șase hărți foarte precise la scara 1:200.000. În martie 1829 a fost trasată în Argolida o linie de bază de 3.500 de metri dintr-un colț al ruinelor Tirint până într-un colț al ruinelor unei case din satul Aria. Aceasta trebuia să fie folosită ca punct de plecare pentru toate operațiunile de triangulație topografică și ridicări geodezice din Peloponez. Pierre Peytier și Puillon-Boblaye au executat numeroase verificări ale liniei de bază și a riglelor de măsură. Marja de eroare a fost redusă la 1 metru pentru fiecare 15 kilometri. Longitudinea și latitudinea punctului de bază de la Tiryns au fost determinate și verificate, astfel încât marja de eroare a fost redusă la maximum, până la aproximativ 0,2 secunde. Au fost create 134 de stații geodezice în munții peninsulei, dar și pe insulele Eghina, Hydra și Nauplion. În acest fel au fost trasate triunghiuri echilaterale, ale căror laturi măsurau aproximativ 20 km. Unghiurile au fost măsurate cu teodolitul de către Gambey.
Geografii au suferit  de friguri, atât cei din echipa lui Bory de Saint-Vincent, cât și cei din echipa lui Puillon-Boblaye:
 „Căldura groaznică care ne-a înconjurat în luna iulie a făcut ca întreaga echipă topografică să fie răvășită. Acești domni, după ce au lucrat la soare, aproape că s-au îmbolnăvit și, acum opt zile, ne-am întristat să-l vedem pe M. Dechièvre murind la Nauplion.” (Bory de Saint-Vincent)
 „Dintre doisprezece ofițeri angajați în serviciul geodezic, doi sunt morți și toți restul au fost bolnavi. Pe lângă ei, am pierdut doi săpători și un servitor”. (Puillon-Boblaye)

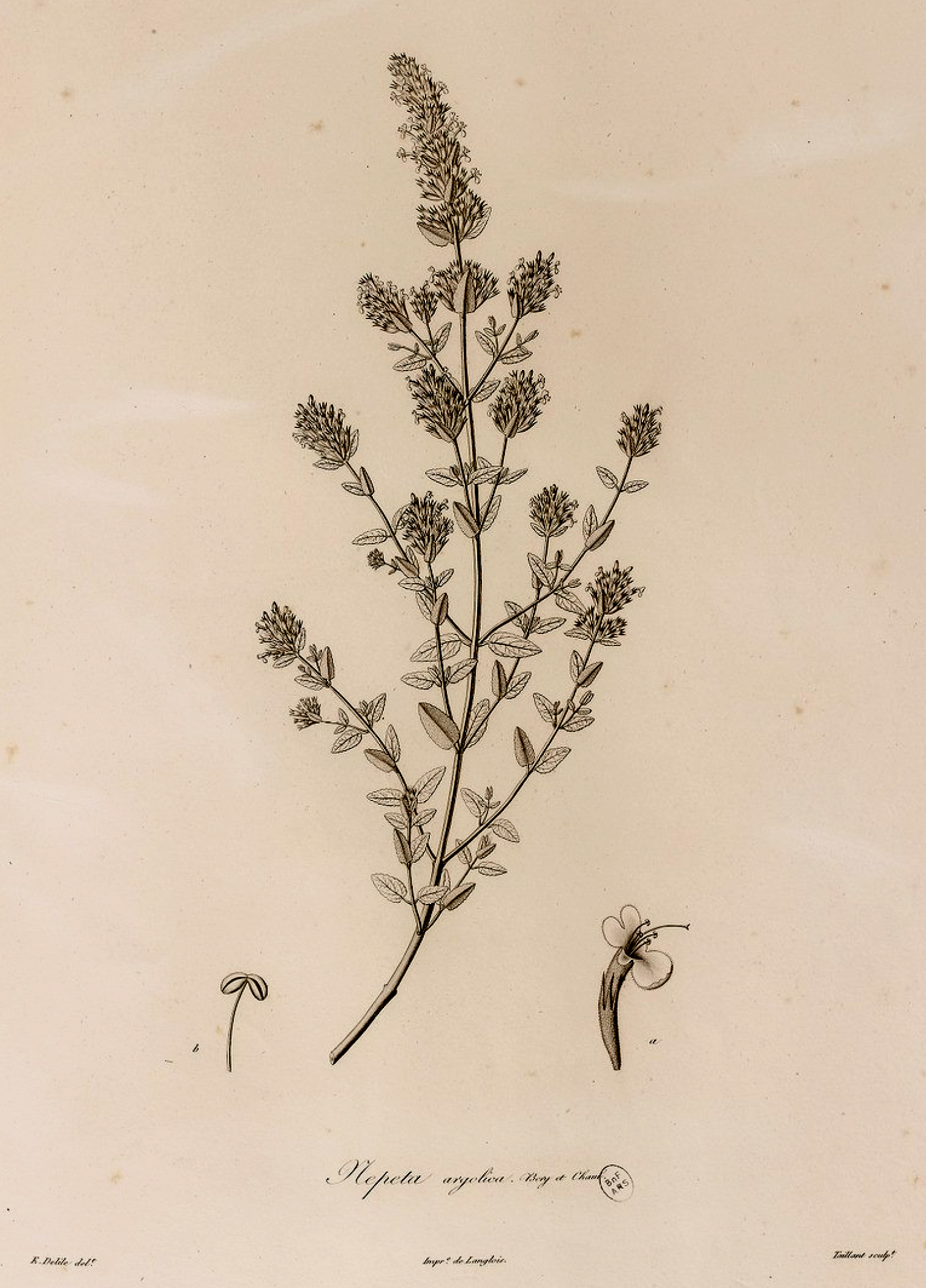
Exempul de planșă botanică din lucrarea Expédition de Morée de Bory de Saint-Vincent

#### Botanica și zoologia
Jean-Baptiste Bory de Saint-Vincent⁠(d) a fost conducătorul expediției științifice. În plus, el a întreprins studii botanice cuprinzătoare. El a colectat o mulțime de specimene. Flore de Morée (1832) este o listă a 1.550 de plante, dintre care 33 erau orhidee și 91 plate erbacee iar în Nouvelle Flore du Péloponnèse et des Cyclades (1838) a descris  1.821 de specii. În Moreea, Bory de Saint-Vincent nu a făcut decât să colecționeze plante. El s-a ocupat de clasificare, identificarea și descrierea lor doar după reîntoarcerea în Franța. În patrie, el nu a fost ajutat de colaboratorii săi din Grecia, ci de Louis Athanase Chaubard⁠(d), Jean-Baptiste Fauché și Adolphe-Théodore Brongniart⁠(d). În plus, naturaliștii Étienne și Isidore Geoffroy Saint-Hilaire⁠(d) l-au ajutat la editarea lucrărilor științifice ale expediției. 
În timpul desfășurării procesului de colectare, oamenii de știință au trimis plante, păsări și pești în Franța.
Expediția din Moreea a confirmat faptul că șacalul auriu a existat în Grecia. Deși mărturiile călătorilor din vechime menționau prezența acestuia, relatările nu au fost considerate de încredere. Expediția a descoperit subspecii endemice în regiune (acestea au fost numite null).  Bory de Saint-Vincent a adus în Franța blănuri și un craniu ale acestui animal.

### Secțiunea arte frumoase

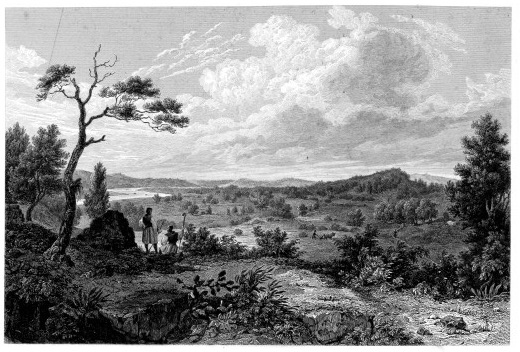
Olympia în 1829, așa cum a fost văzută de expediția din Moreea

Această secțiune a fost formată de Institut de France, care l-a numit în fruntea ei pe arhitectul Guillaume-Abel Blouet⁠(d). Institutul i-a numit ca asistenți ai acestuia pe Amable Ravoisié, Pierre Achille Poirot, Frédéric de Gournay și Pierre Félix Trezel.
Arhitectul Jean-Nicolas Huyot⁠(d) a dat instrucțiuni foarte precise acestei echipe. Dată fiind experiența vastă obținută în Asia Mică și Egipt și sub influența inginerilor, le-a cerut să păstreze un jurnal demn de încredere al săpăturilor, în care să fie notate măsurătorile de precizie ale ceasurile și busolelor, să deseneze o hartă a regiunii prin care au călătorit și să descrie configurația terenului.

#### Itinerarii
Lucrările despre artă și arheologie publicate au urmat toate același model cu cele de științele naturii: un itinerar cu descrierea drumurilor, a monumentelor importante întâlnite de-a lungul acestor rute și a destinațiilor acestora. De aceea, volumul I al Expédition de Morée. Section des Beaux Arts descrie Navarino (pp. 1–7) în șase pagini cu planșe (fântâni, biserici, fortăreața Navarino și palatul lui Nestor din Pylos); după care la paginile 9–10, drumul Navarino-Methoni este detaliat cu patru pagini de planșe (o biserică în rune și frescele sale, dar și  peisaje bucolice, amintind cititorului faptul că zona nu este departe de Arcadia); și la sfârșiti trei pagini despre Methoni și patru pagini de planșe. Peisajele bucolice erau destul de apropiate de „standardul” pe care Hubert Robert⁠(d) îl propunea pentru reprezentările Greciei.

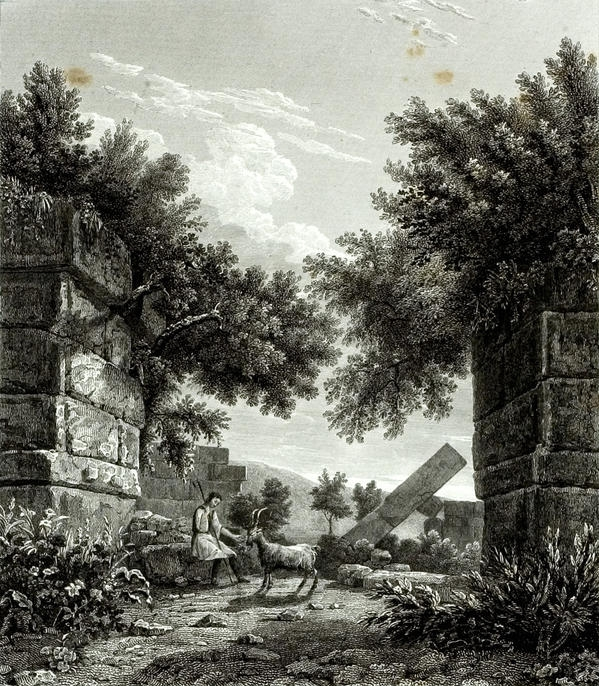
Poarta din Messene desenată în stilul „păstorul din Arcadia”.

Prezența soldaților a fost importantă pentru corpul expediționar, așa cum a fost și întâlnirea cu păstorii greci: 
„(…) ospitalitatea lor generoasă și locuitorii simpli și inocenți din Moreea ne-au amintit de frumoasa perioadă a vieții pastorale pe care ficțiunea o numește Epoca de Aur și părea să ne prezinte oamenii reali ca pe personajele din eglogele lui null și Virgil.”
Expediția arheologică  a călătorit prin Navarino (Pylos), Methoni, Koroni, Messene și Olympia (această etapă este descrisă în primul volum al publicației); Bassae, Megalopolis, Sparta, Mantineia⁠(d), Argos, Micene, Tirint și Nauplion (etapă descrisă în al doilea volum); Insulele Ciclade (Syros⁠(d), Kea, Mykonos, Delos, Naxos și Milos), Sounio, Eghina, Epidaur, Troezen⁠(d), Nemea, Corint, Sicyon⁠(d), Patras, Ἦλις⁠(d), Kalamata, Peninsula Mani, Capul Matapan, Monemvasia, Atena, Salamina și Eleusina (în volumul III).
Edgar Quinet a plecat cu restul expediției. Totuși, din momentul în care a ajuns în Grecia, el a acționat separat de tovarășii săi, la fel cum a făcut un alt membru al acestei secțiuni, sculptorul Jean-Baptiste Vietty. Cei doi au călătorit prin Peloponez separat. Quinet a vizitat Pireu pe 21 aprilie  1829, de unde a ajuns la Atena. Vizita în  Ciclade a început în mai, prima insulă vizitată fiind Syros. După ce s-a îmbolnăvit, s-a reîntors în Franța pe 5 iunie, iar lucrarea lui Grèce moderne et ses rapports avec l’Antiquité a apărut în septembrie 1831. Vietty și-a continuat cercetările în Grecia până în august 1831, mult după ce restul expediției se reîntorsese în Franța (1829).

#### Modalități de explorare
Explorarea artistică și arheologică a Peloponezului s-a desfășurat în modul în care au fost mai apoi efectuate cercetări arheologice în Grecia. Primul pas a implicat întotdeauna încercarea de a efectua o verificare la fața locului (o formă de cercetarea după modelul lui Herodot, pe baza unor texte a unor autori antici precum Homer, Pausanias ori Strabon). Astfel, la Navarino, locul palatului lui Nestor a fost determinată din textele lui Homer și descrierile lui ca „inaccesibil” și „nisipos”. La Methoni, „resturile antice ale portului, a cărui descriere se potrivește perfect cu cea a lui Pausanias, au fost suficiente pentru determinarea cu certitudine a amplasamentului  orașului antic”.
După ce au explorat Navarino, Methoni și Koroni, membrii expediției s-au întors la Messene, unde au petrecut o lună începând cu 10 aprilie. 

#### Olympia

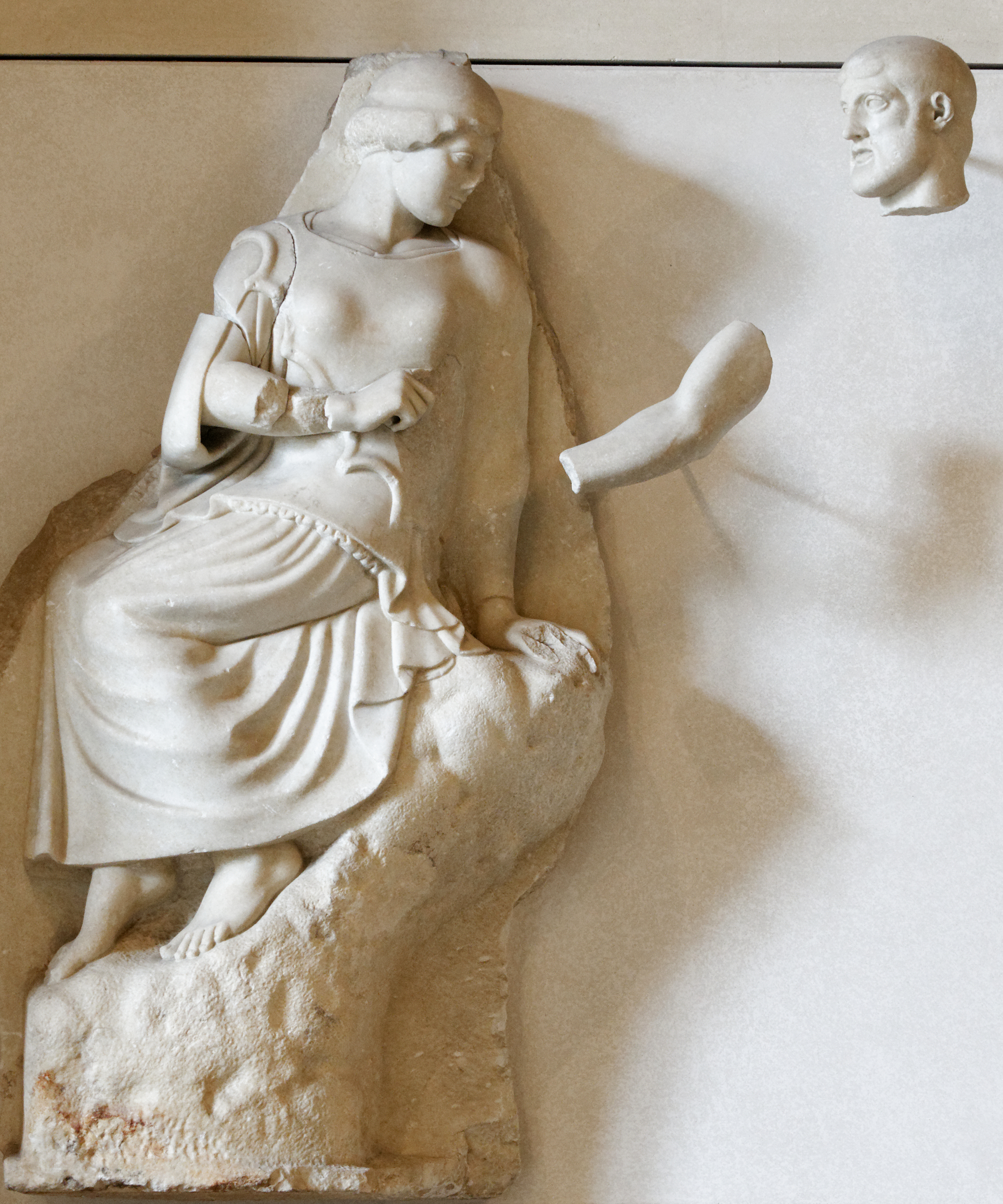
Una dintre metopele de la Olympia aduse la Muzeul Luvru de către membrii expediției din Moreea

Expediția a petrecut șase săptămâni, începând de pe 10 mai 1829, în Olympia. Abel Blouet și  Dubois au efectuat primele săpături acolo. Cei doi au fost însoți de pictorii Poirot, Trezel și Duval. Au fost urmate sfaturile arheologice ale lui Huyot:
 „Urmând instrucțiunile care i-au fost date de comisia Institutului, acest anticar (Dubois) a început săpăturile, rezultatul fiind descoperirea primelor baze ale celor două coloane ale pronaosului și câteva fragmente de sculptură”.
Situl a fost împărțit în pătrate și excavațiile au fost făcute în rânduri drepte. Munca arheologului a devenit științifică, aceste principii ducând la determinarea locului în care se afla templul lui Zeus. Vânătoarea de tezaure a fost abandonată în favoarea săpăturilor științifice. De fapt, contribuția fundamentală a expediției științifice din Morea a fost atitudinea față de jaf și vânătoarea de comori. Blouet a refuzat să efectueze săpături care riscau să dăuneze monumentelor și a interzis mutilarea statuilor cu intenția de a lua o piesă separată de restul monumentului. Probabil acesta a fost motivul pentru care cele trei metope din templul lui Zeus descoperite la Olympia au fost aduse complete. În orice caz, această dorință de protejare a integrității monumentelor a reprezentat fără îndoială un progres epistemologic.

#### Grecia bizantină

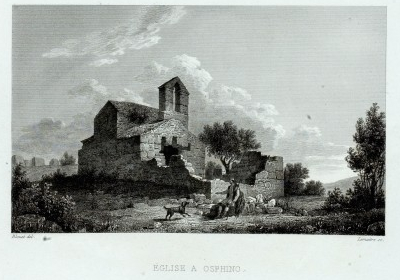
Biserica din Osphino

Francezii nu și-au limitat cercetările la monumentele antice. Ei au descris de asemenea și monumentele bizantine. Până în acel moment, cei mai mulți călători au considerat că doar monumentele Greciei Antice sunt interesante – cele ale Greciei medievale sau moderne au fost ignorate. Blouet, în schimb, a oferit descrieri bisericilor pe care le-a vizitat în lucrarea Expédition de Morée. De exemplu, plansa 9  (I, II și III) din volumul I se referă la:
 „Amplasare, secțiune și perspectivă a uneia dintre cele două biserici mici din satul Osphino, situată pe versantul muntelui din stânga drumului Navarino-Methoni; (...); interiorul său, decorat cu picturi și fresce, este împărțit în două părți printr-un perete, care formează un mic sanctuar închis în spate, în care preotul slujește”, volumul I, p. 10.</ref>

#### Înființarea Școlii Franceze din Atena
Rezultatele obținute de expediția științifică Morea au subliniat necesitatea creării unei structuri permanente și stabile care să permită continuarea activității sale. Din 1846, a fost posibilă „continuarea sistematică și permanentă a muncii atât de glorios și de fericit începută de expediția științifică din Moreea” datorită creării pe rue Didot, la poalele Muntelui Lycabettus, a unei instituții științifice franceze, sub forma Școlii Franceze din Atena⁠(d).